# ミレニアム・タワー (大林組)
ミレニアム・タワー (Millennium Tower) は、大林組とノーマン・フォスターが1990年に打ち出した高さ800m（電波塔含む、本体部分は600m）の超高層ビルコンセプトモデルである。

## 概要
立地場所は東京湾2km沖合い（人工島上、海底から深さ80mに幅126mの基礎を固定）を想定している。また、完成時期は2009年頃を想定していた。オフィス・住居・商業・文化施設などあらゆる施設を備え、就業人口1万7千人・居住人口2千人の収容スペースを確保している。超高層ビルによる縦型都市とすることで、人口過剰による土地不足などに対処している。
建物の形状は地震や強風の影響を受けづらくするため構造上安定する円錐形（ピラミッド型）としており、更に12本のらせん状の部材（バンド）を建物の周囲に網の目（ネット状）に配し、空気力学を応用したヘリカル構造としている。この他に制振システムも備えられており、災害に強い構造となっている。
150階建ての建物は30階ごとに設置された「スカイセンター」で区切られ、5つのブロックで構成されている。スカイセンター間はリニアモーターによる160人乗りの超高速エレベーターで接続されている。また、スカイセンターにはホテルやレストラン、ショップ、コンサートホール、スポーツ施設などを配することで、街として機能するパブリックスペース（公共空間）としている。
このような巨大な建物を建築するためには高強度鋼材の使用が不可欠であり、実際に開発した場合、工期は10年、工費は1兆6千億円掛かるとされている。

## その後の開発構想
ミレニアム・タワーは以降も度々建築計画の構想が持ち上がっている。イギリスではバルチック海運取引所が建っていた跡地（現・30セント・メリー・アクス）にミレニアム・タワーを建てる案が出たものの、その後の進捗は見られなかった。また、香港海上でもミレニアム・タワーを造るプロジェクト（2008年の完成を想定、規模は高さ840m・170階建てに拡大、10万人の収容を見込む）が立ち上がったが、実際の開発までには至っていない。